# Det stora oväsendet

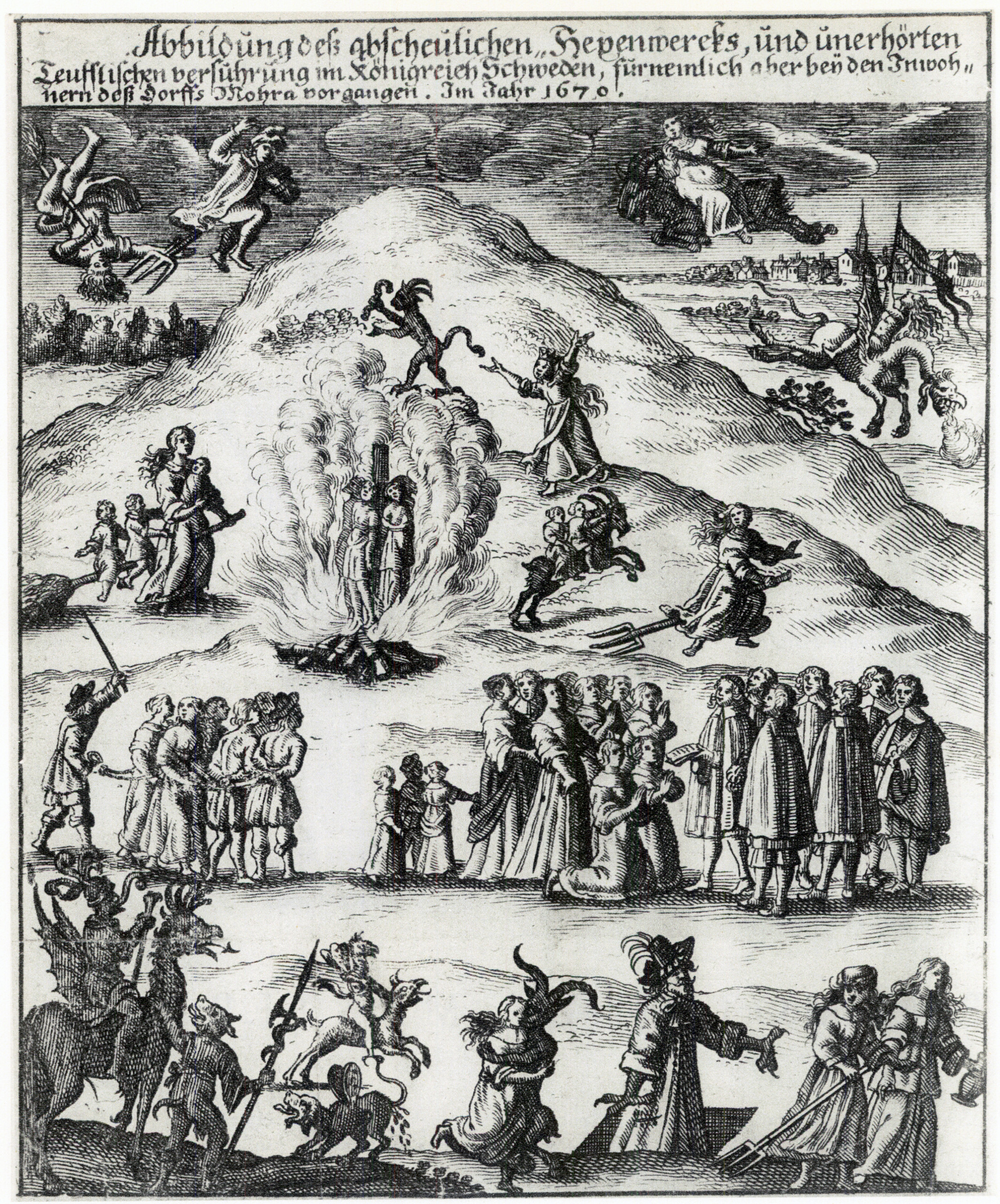
Häxprocesserna i Mora. I förgrunden djävlar och häxor. Där ovan förhörskommissionen med en hop klagande kvinnor och barn som avger vittnesmål. En fångknekt driver fram en flock fängslade häxor och trollkarlar. Omkring bålet där de dömda brinner, syns häxor som bortför barn på sopkvastar, bockar och dynggrepar, medan demoner i djurskepnad tumlar i luften.
Tyskt kopparstick från 1670.

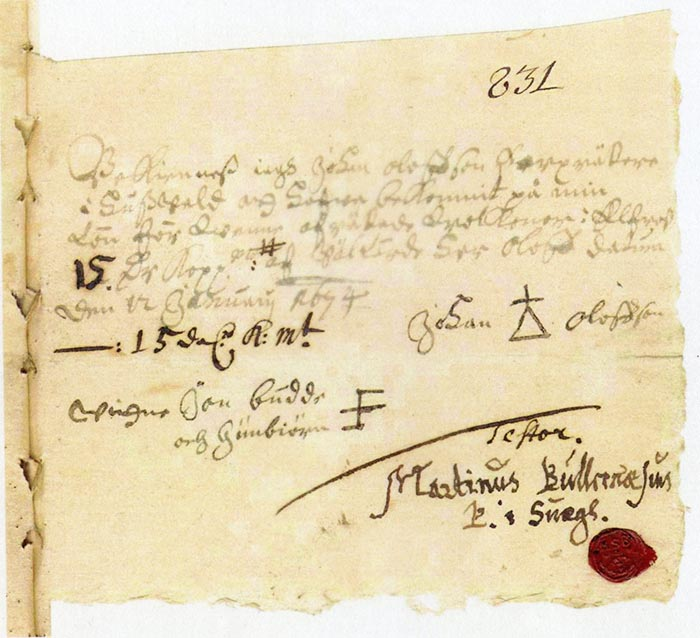
Kvitto på att bödeln Johan Olofsson emottagit betalning för avrättningen av två kvinnor dömda för häxeri, Gertrud Jonsdotter och Sigrid Eriksdotter. 1674

Det stora oväsendet eller det stora blåkullabullret var en masshysteri som under åtta år av Karl XI:s regeringstid, mellan 1668 och 1676, förorsakade en stor mängd häxprocesser i Sverige. Det ledde till cirka 280 människors död innan det stoppades. Det var under denna tid som majoriteten av Sveriges häxprocesser hölls. Av de kanske fyrahundra personer som avrättades för trolldom i Sverige mellan 1492 och 1704, avrättades cirka 280 mellan 1668 och 1676.

## Bakgrund
Bakgrunden till häxhysterin var ett trolldomsmål i Härjedalen, där Gertrud Svensdotters utpekande av Märet Jonsdotter så småningom ledde fram till Häxprocessen i Mora. Häxprocessen väckte stort uppseende i landet, och berättelsen om hur barn blev kidnappade och fick sälja sina själar till Satan spred sig från kyrka till kyrka och väckte oro bland landets föräldrar, som började kräva att man skulle undersöka om sådant förekom i just deras församling.
1608 blev Moseböckerna appendix till Sveriges rikes lag (Kristofers landslag). Bibelversen "Een trolkona skallt tu icke låta leffua" (Andra Mosebok 22:18) var den enda lagtext som domstolen hade till grund under häxprocesserna.

## Processen
Med undantag för Bohuslän följde häxprocesserna samma mönster. Anklagelsen handlade i regel om att barn hade bortförts till Djävulen och Blåkulla. Ryktet om att häxor kidnappade barn till Blåkulla spred sig från bygd till bygd. Vuxna utpekades av barn, ofta av kringvandrande tiggarbarn från trakter där det redan hade skett häxprocesser, oftast pojkar som kallades visgossar. Föräldrar som var oroliga över ryktet att häxor rövade bort barn till Blåkulla gav, i syfte att skydda sina egna barn, mat till tiggarbarnen för att peka ut häxorna i just deras bygd. 
Föräldrarna krävde sedan att den lokala kyrkoherden skulle förhöra de utpekade häxorna. Dessa förvägrades nattvarden av kyrkan tills deras fall hade avgjorts, och kyrkoherden rapporterade eller vidarebefordrade anmälan av de misstänkta till närmaste myndighet. 
De misstänkta fängslades fram till att de kunde ställas inför rätta och förhöras. Ofta förhördes de först av kyrkoherden innan de ställdes inför en formell domstol. När de ställdes inför rätta hördes första de vittnen som framlade anklagelser. När den person som lagt fram anmälan hade vittnat, framträdde också vanligen fler vittnen. Dess fler vittnen som framträdde, dess mer "beryktad" för trolldom betraktade domstolen den anklagade, något som ansågs vara extra försvårande. 
De anklagade uppmanades först att erkänna sitt eget brott. De uppmanades att bekänna för att rädda sin egen själ, och i denna övertalning spelade kyrkan en stor roll. 
Tortyr användes inte regelmässigt. Tekniskt sett var tortyr generellt inte tillåtet, men praxis var att den lokala domstolen, kommissionen eller kungen kunde bevilja tortyr från fall till fall, eller att det användes som en del av praxis trots att det formellt inte var tillåtet. 
Det tycks ha varit en slump var och när tortyr skedde: några klara regler för detta tycks inte ha funnits, och användningen varierade från fall till fall. 
Efter att den misstänkta hade avgett sin egen skuld, ombads de att ange sina medbrottslingar, det vill säga andra häxor. Vanligen de som de hade sett på Blåkulla eller som hade medverkat i att utöva trolldom med dem. 
Den person som först angavs för trolldom var ofta en person som redan tidigare hade rykte om sig att syssla med trolldom sedan gammalt, alternativt en person som var inblandad i konflikter. Allteftersom de som bekänt uppmanades att peka ut andra i sin tur, kunde dock till slut vem som helst utpekas. 
Till en början sköttes häxprocesserna av de ordinarie domstolarna. Allt eftersom häxpaniken spred sig blev dock trolldomsmålen så många att de vanliga domstolarna blev översvämmade och tvingades försumma övriga rättskipning. Eftersom ordinarie domstolar inte kunde förrätta domar själva utan enligt lagen alltid tvingades hänskjuta alla dödsdomar till hovrätten, som måste bekräfta dem innan de kunde utföras, började även hovrätterna bli överväldigade. Detta oroade regeringen i Stockholm, som år 1669 utsåg den första trolldomskommissionen för att avlasta de vanliga domstolarna. I fortsättningen utsåg regeringen ett flertal trolldomskommissioner. De var tillfälliga lokala domstolar, som utsågs för att hantera trolldomsmålen i ett visst landskap för att avlasta ordinarie domstolar, så fort trolldomsmålen där hade blivit för många. Häxprocesserna hanterades dock även i fortsättningen främst av ordinarie domstolar. Det vanliga var att trolldomskommissionerna sedan övertog och fattade den slutgiltiga domen i ett mål. 
Det var vanligt att ett mycket stort antal ställdes inför rätta i början. Den lokala domstolen kunde också utdöma ett stort antal dödsstraff, men i slutändan omvandlades de flesta dödsdomar till mildare straff av hovrätten eller trolldomskommissionen. Ett typexempel är häxprocessen i Ockelbo: 69 ställdes inför rätta, 35 dömdes till döden (de som erkänt skulle slippa brännas, få nattvarden och begravas på kyrkogården), 23 fick ris, gatlopp och kyrkoplikt, medan 11 friades eller ställdes under "Guds dom". Av detta upphävde dessutom guvernör Sparre dödsdomarna över de 21 som inte bekänt, vilket resulterade i att bara 14 av de 69 avrättades. Ett stort antal personer dömdes till straff som piskning, kyrkostraff, gatlopp och liknande. 
Även en minoritet män ställdes inför rätta, men de frikändes oftare, och fick, om de dömdes skyldiga, oftast andra straff än dödsstraff. De barn som förts till Blåkulla och vittnade fick som regel kyrkotukt.
I jämförelse med övriga Europa, och de svenska processerna före 1668, var avrättningsmetoderna milda. Endast en person under denna häxjakt, Malin Matsdotter i Stockholm, brändes levande. De övriga halshöggs först, varpå deras kvarlevor brändes offentligt på bål. Straffet för de som uppfattades som extra ångerfulla kunde få sina lika begravda direkt istället för att brännas efter halshuggningen, och begravas på kyrkogården istället istället för att grävas ned på avrättningsplatsen.

## Geografi och statistik
Tidigare hade de svenska häxprocesserna främst utspelat sig i Götaland och Småland. Under den stora häxjakten 1668–1676 utspelades de däremot i just de landskap som tidigare hade varit relativt orörda av häxprocesser, medan de landskap där häxprocesser tidigare förekommit oftare nu blev orörda. Hysterin spred sig också till Österbotten i Finland, och häxprocesserna i Österbotten 1674–1678 var uppenbart inspirerade av det stora oväsendet med samma karaktäristik, även om de inte brukar räknas in i det stora oväsendet.
Det är okänt exakt hur många personer som anklagades och avrättades, eftersom dokumentation ofta saknas. Det fanns också många personer som avled i fängelset av tortyr, självmord eller dåliga förhållanden. Nedan följer bekräftade siffror. Det egentliga antalet avrättade anses vara omkring 280 personer.

### Härjedalen1668–1672
Det stora oväsendet började i Härjedalen med Gertrud Svensdotters utpekande av Märet Jonsdotter inför Lars Elvius. De bekräftade avrättningarna var dock inte så många i detta landskap.
- Lillhärdal: sex anklagade, ingen avrättad (1668). 56 anklagade; rättegångens dokument är förlorade, men åtminstone tre tros ha avrättats (1671). Fem avrättade i Spångmyrholmen (1672).[1]

### Dalarna1668–1672
Se även: Häxprocessen i Mora och Häxprocessen i Leksand
Ryktena från Härjedalen nådde Dalarna och i juli 1668 inleddes de första förhören av de "beryktade" på uppmaning av oroliga föräldrar, på order av landshövding Duwall. Efter den första avrättningen kungjordes fallet av prästerna i predikstolarna runtom i landskapet, vilket spädde på hysterin.
I augusti 1669 utsågs en kommission från Stockholm, som handhade Häxprocessen i Mora. Många av de anklagade satt fängslade i Falun. Det är känt att tortyr användes här. År 1670 beslöts att en häxbön skulle hållas i landets kyrkor. I januari 1671 kom en ny kommission.
- Älvdalens socken : 30 anklagade, sju avrättade (maj 1669).[1]
- Mora socken : 60 anklagade, 23 avrättade (24 augusti 1669). Andra gången cirka 60 anklagade, ingen avrättad (december 1669). [1]
- Orsa socken : åtminstone nio anklagade, sex avrättade (1671), en avrättad (januari 1672).[1]
- Rättvik socken : 60 anklagade, ingen avrättad (tre dömdes till döden, men avled i fängelse) (1671).[1]
- Mora socken : tredje gången 3 avrättade (1671).
- Leksands socken : åtminstone 14 anklagade, åtta avrättade, en död i fängelset före avrättning (1671). [1]
- Älvdalens socken : andra gången 34 anklagade, 3 avrättade (september 1672).[1]
- Lima socken : en avrättad (1672).[1]
- Stora Tuna socken : en avrättad (1672).[1]

### Bohuslän1669–1672
Huvudartikel: Det stora oväsendet i Bohuslän
Det stora oväsendet i Bohuslän hörde kulturellt sett inte till Det stora oväsendets häxprocesser, även om den inträffade samtidigt. Fallen i Bohuslän följde ett helt annat mönster och utfördes också på ett annat sätt. Här anklagades inte häxorna av barn för att ha fört dem till Blåkulla, utan av vuxna för att ha trollat dåligt väder och sjukdom, förstört eller hindrat fiskenäringen eller samlats till satansmässor. Det hela började då Anna i Holta anklagades för att ha trollat en båt att sjunka.
Bohuslän följde den danska trolldomslagen (Bohuslän hade till 1658 varit danskt), och tortyr var här mycket vanligt. Dessutom förekom häxprov/vattenprov, något som inte var lika vanligt i de övriga fallen. Den misstänkta arresterades, utsattes för vattenprov och torterades sedan tills hon bekände och pekade ut andra. Sammanlagt avrättades 28 personer (26 kvinnor), 9 dog i fängelset (8 kvinnor), en förvisades och 9 frikändes. Minst 49 personer anklagades.
Kända namn på de som avrättades är Pär Madzen från Mollösund, Rangelle från Lösbo, Kjerstin Swen Sneckers, Helga i Pilanna, Börta Cornelius, Ingri Jutes, Börta Pärs, Malin Ruths och Elin i Staxäng.
Ett så kallat Blåkulla i Bohuslän är Brattön.
- Marstrand/Tjörn : 14 anklagade, minst åtta avrättade, tre döda i fängelset på Marstrand, en rymde, två friades (1672). Avrättningsplats: Sötången.
- Kungälv : Flera anklagade.
- Mollösund : åtta anklagade, sju avrättade.
- Stångenäs härad : fjorton anklagade.
- Kvistrum och Hede : 13 anklagade, elva avrättade (1671).

### Hälsingland1671–1674
Se även: Häxprocessen i Järvsö
Våren 1671 nådde ryktet Hälsingland. I april rapporterade kyrkoherden i Alfta att människor for till Blåkulla med barn på ryggen på boskap, gärdsstörar och vuxna karlar.
I oktober 1672 utsågs en kommission. Den leddes av Gustaf Rosenhane, som var en av häxprocessernas största kritiker, och drev linjen att frikänna alla som inte frivilligt bekände. De första tvivlen på barnvittnen uppkommer.
- Ovanåker : 22 anklagade, åtta avrättade (8 maj 1672).[1]
- Bollnäs : 40 anklagade, tio avrättade (1673).[1]
- Alfta och Ovanåker : 90 anklagade, två avrättade (1673).[1]
- Järvsö : 41 anklagade, två avrättade (1673).[1]
- Norrala : 10 dömda till döden. Domarna verkställdes dock aldrig (1673).[1]
- Delsbo : tre avrättade (nyår 1674).[1] [5]
- Tuna Idenor : sju avrättade (1674).[1][6]
- Ljusdals socken : två avrättade (1674).[1][7]

### ÅngermanlandochGästrikland1674–1675
Se även: Häxprocessen i Gävle, Häxprocessen i Härnösand och Säbrå, Häxprocessen i Nordingrå, Häxprocessen i Ockelbo och Häxprocessen i Torsåker
Dessa landskap plågades vid denna tid av hunger och missväxt. I mars 1674 utsågs en kommission, den största under häxjakten. Den delades i två i december, den norra under Jöns Wallvik och den södra under Johan Axehielm.
I Sollefteå hade hysterin satts igång av en flicka, Maria Andersdotter, som pekat ut 13 personer. I Härnösand anklagades 100 personer (77 från Säbrå) av 175 barn som utfrågades efter ett färdigt formulär, "illa hanterade" av föräldrar och präster. Föräldrarna skrev till och med ett brev till kommissionen att om häxorna inte dödades, så måste barnen dödas, hellre än att låta dem föras till Satan. Fyrtio personer dömdes till döden (30 från Säbrå), varav två gravida kvinnor som fick avrättas i januari efter förlossningen.
I Ångermanland antogs en bestämmelse om tortyr för att få bekännelse. För denna region finns 119 avrättningar bekräftade. Rättegången mot Katarina Bure, som ansågs oskyldig, vände många myndigheters opinion mot processerna.
I maj 1675 stoppades kommissionens verksamhet av kungen på råd av Carl Larsson Sparre för utredning.
- Sollefteå : åtminstone 23 anklagade, sex avrättade (1674). [1][8]
- Boteå socken : Tre processer: September 1674 (13 anklagade, åtta dömda varav två till döden), januari – februari 1675 (60 anklagade, minst en avrättad) och 30 juni 1675 (9 anklagade, okänt antal dömda).[9][10]
- Härnösand : 100 anklagade, 40 avrättade (18 november 1674), varav fem var män. Två kvinnor i januari 1675.[1]
- Torsåker: 100 anklagade, 71 avrättade (1675).[1][11][12]
- Nora : Flera dödsdomar ska ha avkunnats i Nora, men dokumenten är försvunna (1675).[1]
- Nordingrå : 113 anklagade, inga avrättade eftersom inga domar hann avkunnas innan trolldomskommissionen upplöstes.[1]
- Gävle : fem avrättade (1675), 21 dödsdömda, 14 avrättade (1675). [1]
- Valbo socken : fyra avrättade (1675).[1][13]
- Hille socken : fem avrättade (1675).[1][14]
- Hamrånge socken : 18 avrättade (1675).[1][15]
- Ockelbo socken : 69 anklagade, 14 avrättade (1675).[1]

### Västerbotten1675–1676
Se även: Häxprocessen i Lövånger, Häxprocessen i Umeå och Häxprocessen i Skellefteå
Hysterin spreds till Västerbotten genom tiggarbarn från Ångermanland. I mars 1675 begärde Lövångers församling genom sin präst att en kommission skulle utses, men någon sådan inrättades aldrig. Präster tog visgossar till kyrkan som pekade ut kvinnor som sedan uteslöts ur församlingen. En tiggarpojke berättade för domstolen att föräldrar hade gett honom mat mot att han pekade ut okända kvinnor i orten för barnaförande. Många ställdes inför rätta, men i detta landskap trodde man inte på barnen, lyssnade mer på de anklagade och bedömde Blåkulla som "Satans illusioner".
- Lövånger : Sju dödsdomar avkunnades men ingen verkställdes. Då de skulle bekräftas av Stockholm hade processen där stoppats och myndigheterna ville avsluta häxjakten (1676).[1]
- Bygdeå, Skellefteå, Umeå och Burträsk : Flera personer ska ha ställts inför rätta, men ingen avrättning verkställdes.[1]

### UpplandochVästmanland1675–1676
Se även: Häxprocessen i Vendel
Hysterin kom till Uppland med tiggarpojkar som här blev visgossar och välkomnades av präster som predikade om trolldom i kyrkorna. I januari 1675 utpekade 14-åriga Kerstin Persdotter i Film sin styvmor Margareta i Elsarbo och sju andra kvinnor. Barn pekade ut kvinnor i andra orter.
I mars 1675 utpekade en pojke 9 kvinnor i Uppsala, men han kördes ur staden. Vittnesmål avfärdas som illusioner och tortyren ifrågasätts. Brita i Skäpplinge (60) avgav bekännelse i Öster-Lövsta då rätten lovade ett lågt straff. Hon dömdes till döden, men ingen avrättning finns bekräftad. 
Den 3 juni 1676 bildades Uppsalakommissionen (1676—1677) under ledning av häradshövdingen Andreas Stiernhöök, som satt på Uppsala slott. Dokumenten från Uppland saknas. Malin Eriksdotter (80) och dottern Maria Nilsdotter (50) bekände inför tingsrätten att de ridit till Blåkulla på en kvast och haft sex med Satan och fängslades på Uppsala slott, de avrättades i sin hemort Vendel. I oktober 1676 informerades Uppland avslöjandet om den falska häxprocessen i Stockholm, och häxjakten upphörde; endast två avrättningar uppskattas ha blivit utförda i Uppland.
Kommissionen för Uppland och Västmanland i Uppsala skulle formellt hantera även Västmanland. Under försommaren 1675 hade tre kvinnor från Valbo börjat utpeka folk för trolldom i trakten kring Västerås; biskop Rudbeckius hade fängslat kvinnorna för hindra dem att ställa till oreda och hovrätten hade tillsatt en specialdomstol för att undersöka saken, men ingen häxprocess ägde rum i Västerås, och hösten 1676 framhöll Urban Hjärne Västerås som ett bra exempel på hur myndigheterna kunde förhindra häxpanik genom att slå ned på ryktesspridning.
- Film : åtta anklagade (januari 1675).[1]
- Öster-Lövsta och Hållnäs : fem anklagade, en dödsdom (oklart om den verkställdes) (1675). Tio anklagade, ingen avrättad (november 1675).[1]
- Vendel : två avrättade (augusti 1676).[1]
- Våla härad 1675–1676 ett tiotal anklagade, åtalet lades ned efter avslöjandet om den falska häxprocessen i Stockholm.[1]

### Stockholm1675–1676
Hysterin kom med fyra ungdomar från Gävle, tre flickor och Johan "Gävlepojken" Johansson. I juni 1675 avfärdades anklagelserna av den ovilliga rätten, men föräldrarna i Katarina församling vände sig till kyrkan, och en kommission utsågs. Föräldrar satte upp vaktstugor där de försökte förhindra att barnen rövades bort av häxor under natten. Barnen försökte överträffa varandra med historier och blev tillsagda vad de skulle säga av några unga pigor: Elisabeth Carlsdotter (18), "myrapigorna" Agnis Eskilsdotter och Annika Henriksdotter, Annika och Agneta Gråå, Elisabet Wellendorf (18) och Maria Nilsdotter (22).
Den 23 oktober erkände Johan Griis att han ljugit, och man blev då misstänksam mot barnen; den 11 september bröt vittnet Annika Thomsdotter (15) samman i målet mot Remmer: "Det är nu sådan tid: den som icke säger sig föras, så bliver hon förföljd". Hon sade att vittnet Kerstin Jönsdotter också ljugit, och då Jönsdotter förhörts och brutit samman, bekände åtta vittnen samma sak. Den 12 september inkallades barnen med föräldrar. De bekände alla att de ljugit, och föräldrarna uttryckte lättnad. Därmed upplöstes häxjakten.
"Vittnerna" Griis, Carlsdotter, Eskilsdotter, Nilsdotter avrättades, Annika Sippel fick stå vid skampålen i fyra dagar vid stadens fyra torg, och dessutom sitta två år på tukthus, för att ha vittnat falskt mot sin mor Brita Sippel. Hon dog strax därpå. Johan "Gävlepojken" Johansson fick dödsstraff och avrättades strax därpå och de tre flickorna från Gävle sattes på barnhem.
Ett stort antal personer ska ha fängslats. År 1676 sades att alla häkten i staden var proppfulla med "många för trolldomsväsendet fängsliga personer". Nedan följer en lista på de kända offren i Stockholms häxprocess, Häxprocessen i Katarina. Sex kvinnor avrättades. Tre av dem erkände.
- Britta Sippel, "Näslösan", avrättad 29 april 1676.
- Anna Sippel, avrättad 29 april 1676.
- Anna Månsdotter, "Vipp-upp-med-näsan", avrättad 29 april 1676.
- Karin Johansdotter, "Smeds-Karin" , begick självmord i fängelset.
- Maria Jöransdotter, "Ängsjöpigan", avrättad i maj 1676 (angav sig själv och erkände)
- Margareta Matsdotter, avrättad i maj 1676 (angav sig själv och erkände)
- Anna Persdotter, "Lärkan", avrättad i maj 1676 (erkände)
- Malin Matsdotter, "Rumpare-Malin", avrättad 5 augusti 1676 (angiven av sina egna barn)
- Anna Simonsdotter Hack, "Tysk-Annika", avrättad 5 augusti 1676 (angiven av sina egna barn)
- Margareta Staffansdotter Remmer, frikänd
- Karin Ambjörnsdotter, dömd till döden men frigiven
- Margareta Matsdotter, "Dufvan", dömd till döden men frigiven
- Jöran Nilsson Galle, "Näslösken", Britta Sippels make, frikänd
- Agnis Johansdotter, ”Göstas Finska”, frikänd
- Elsa Thomasdotter, "Lilla Guden", dömd till skampålen
- Helena Olofsdotter, "Sjumans-Elin", dömd till kyrkstraff
- Erik Eriksson, kammarmakare, dömd till kyrkstraff
- Elisabet Eriksdotter, frikänd
- Karin Fontelius, frikänd

## Efterspel
År 1677 lät trolldomskommissionen kungöra genom kyrkoherdarna i landets kyrkor att häxeriet i riket nu var borta, och ålade sin församlingar att be tacksägelseböner till Gud över att häxeriet nu var utrotat. Därefter upplöstes kontrollkommissionen, och häxjakten var avslutad.
Efter 1676 började domstolarna i ökad utsträckning avvisa trolldomsmålen, och fällande domar försvann i Sverige efter 1704. År 1704 avrättades Anna Eriksdotter i Eskilstuna, och hon blev den sista person som avrättades för häxeri i Sverige. Den sista lagliga häxprocessen i Sverige, Häxprocessen i Ål, ägde rum 1757 mot några kvinnor och män i Dalarna, men denna process ogiltigförklarades och ledde inte till några domar. Först 1779 avskaffades straffet för trolldom i lagboken; "Satanspakt" var fortfarande straffbart, men inte med dödsstraff.

### Fotnoter
1. 1 2 3 4 5 6 7 8 9 10 11 12 13 14 15 16 17 18 19 20 21 22 23 24 25 26 27 28 29 30 31 32 33 34 35 36 37 38 39 40 41 42 43 44 45 46 47 48 49 50 51 52 53 54 55 56 57 58 59 60  Alf Åberg (1989). Häxorna.De stora trolldomsprocesserna i Sverige 1668–1676. Göteborg: Novum Grafiska AB. ISBN 91-24-16385-6
2. ↑  Bergenheim, Åsa, 1954-. - Den liderliga häxan : Häxhammaren och de svenska häxprocesserna / Åsa Bergenheim.. - 2020. - ISBN 9789173319942. s. 53-63
3. ↑  ”Gripenklous trolldomskommision på Orust & Tjörn 1669–1672”. www.morlanda.se. https://www.morlanda.se/dom/grip.htm. Läst 4 april 2021.
4. ↑  ”Var inträffade trolldomsprocesser?”. Trolldomsprocesser. https://trolldomsprocesser.se/var/. Läst 5 april 2021.
5. ↑   Ankarloo, B. (1996). Trolldomsprocesserna i Sverige. (2. uppl., med efterskrift). Stockholm: Inst. för rättshistorisk forskning. s. 151
6. ↑   Ankarloo, B. (1996). Trolldomsprocesserna i Sverige. (2. uppl., med efterskrift). Stockholm: Inst. för rättshistorisk forskning. s. 152
7. ↑   Ankarloo, B. (1996). Trolldomsprocesserna i Sverige. (2. uppl., med efterskrift). Stockholm: Inst. för rättshistorisk forskning. s. 151
8. ↑   Ankarloo, B. (1996). Trolldomsprocesserna i Sverige. (2. uppl., med efterskrift). Stockholm: Inst. för rättshistorisk forskning. s. 159-161
9. ↑   Ankarloo, B. (1996). Trolldomsprocesserna i Sverige. (2. uppl., med efterskrift). Stockholm: Inst. för rättshistorisk forskning. s. 161-163
10. ↑   Ankarloo, B. (1996). Trolldomsprocesserna i Sverige. (2. uppl., med efterskrift). Stockholm: Inst. för rättshistorisk forskning. s. 184-186
11. ↑   Ankarloo, B. (1996). Trolldomsprocesserna i Sverige. (2. uppl., med efterskrift). Stockholm: Inst. för rättshistorisk forskning. s. 182
12. ↑   Ankarloo, B. (1996). Trolldomsprocesserna i Sverige. (2. uppl., med efterskrift). Stockholm: Inst. för rättshistorisk forskning. s. 182
13. ↑   Ankarloo, B. (1996). Trolldomsprocesserna i Sverige. (2. uppl., med efterskrift). Stockholm: Inst. för rättshistorisk forskning. s. 182
14. ↑  Kyrkohistorisk Årsskrift / Trettionde årgången, 1930  s. 174-219
15. ↑   Ankarloo, B. (1996). Trolldomsprocesserna i Sverige. (2. uppl., med efterskrift). Stockholm: Inst. för rättshistorisk forskning. s. 192
16. ↑   Ankarloo, B. (1996). Trolldomsprocesserna i Sverige. (2. uppl., med efterskrift). Stockholm: Inst. för rättshistorisk forskning. s. 193